# Venarotta
Venarotta – miejscowość i gmina we Włoszech, w regionie Marche, w prowincji Ascoli Piceno.
Według danych na styczeń 2009 gminę zamieszkiwało 2226 osób przy gęstości zaludnienia 74,1 os./1 km².